# Arnold Lunn
Sir Arnold Lunn est un skieur et alpiniste anglais, né le 18 avril 1888 à Madras (Inde) et mort le 2 juin 1974 à Londres.
Son père Henry Simpson Lunn (en) (1859-1939), révérend méthodiste et fondateur de l'agence de voyages « Sir Henry Lunn Travel », à l’origine de l’agence Lunn Poly (en), encourageait le tourisme dans les Alpes suisses.

## Parcours
Arnold Lunn apprit à skier grâce à son père, il devint un skieur de renommée. C'est à Crans-Montana en Suisse le 7 janvier 1911 qu'il organisa la première course de ski sur la piste qui porte encore le nom de Kandahar, nommé ainsi en hommage à Lord Roberts of Kandahar. Il mit en place la course de slalom en 1922. Il fonda l'Alpine Ski Club en 1908 puis le Kandahar Ski Club en 1924, et organisa quelques-unes des plus célèbres courses de ski alpin de l'époque.
Il créa l'Arlberg Kandahar Challenge Cup, devenu l'Arlberg-Kandahar en 1928. La même année, il proposa à la Fédération internationale de ski (FIS) de reconnaître le ski alpin, mais ce projet aboutit en 1930 à Oslo à ce que la FIS acceptât l'organisation des premiers Championnats du monde de ski alpin en 1931 à Mürren. Puis il réussit à faire entrer le ski alpin dans le programme des Jeux olympiques d'hiver à partir de 1936 à Garmisch-Partenkirchen.

## Religion
Méthodiste comme son père, il était un fervent opposant au catholicisme dès son plus jeune âge, mais en grandissant et une rencontre déterminante avec Ronald Knox, il changea ses convictions religieuses et se convertit au catholicisme après lecture de la Bible.